# بوكيمون ليجيندز: آركياس
بوكيمون ليجيندز: آركياس (بالإنجليزية: Pokémon Legends: Arceus)‏ هي لعبة أكشن تقمص الأدوار من تطوير غيم فريك ونشر نينتندو وذا بوكيمون كومباني. اللعبة هي جزء من من الجيل الثامن ضمن سلسلة بوكيمون. صدرت اللعبة في 28 يناير 2022 على جهاز نينتندو سويتش.